# 魏瑟拉伯河
49°1′46.22″N 11°34′46.81″E / 49.0295056°N 11.5796694°E
魏瑟拉伯河（德語：Weiße Laber），又意译作白拉伯河，是德國巴伐利亚州的河流，位於該國東南部，屬於阿爾特米爾河的左支流，河道全長44.7公里，流域面積356.7平方公里。